# ウインスターファーム

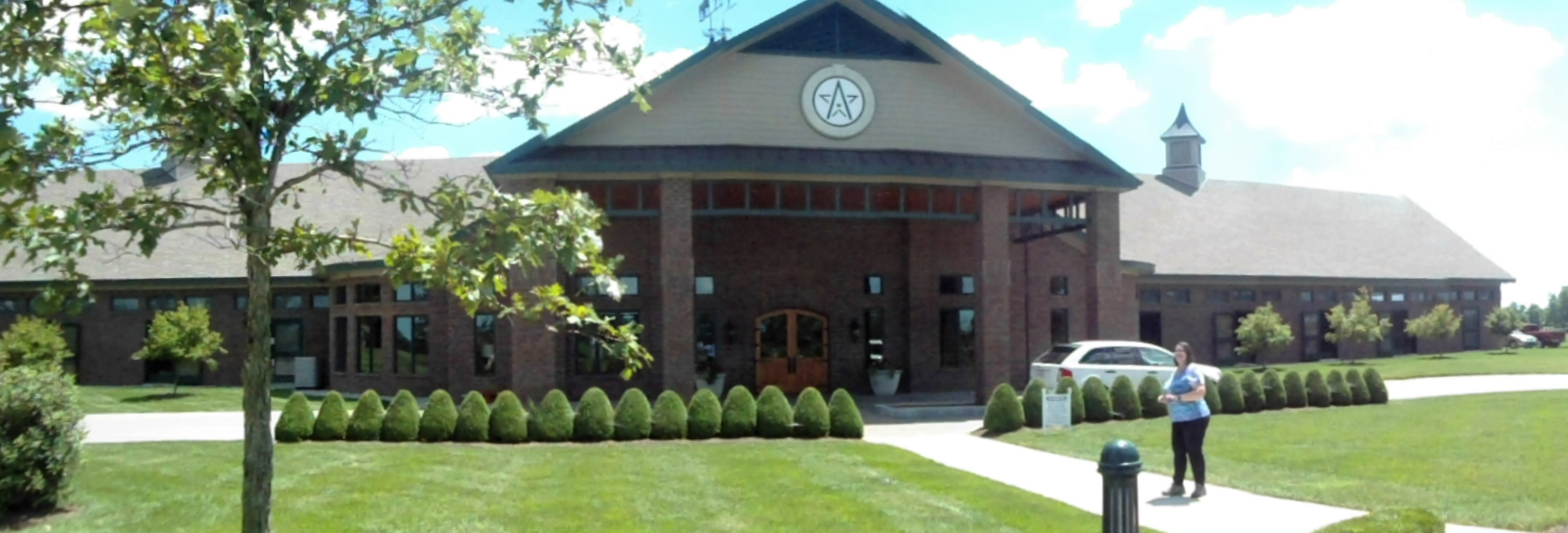
ウインスターファームの厩舎

ウインスターファームの勝負服

ウインスターファーム（WinStar Farm）は、アメリカ合衆国ケンタッキー州ヴァーセイルズにある競走馬（サラブレッド）の生産、種牡馬及び功労馬の繋養などを行う牧場である。馬主として競走馬の所有も行っている。ウィンスターファーム、ウインスター牧場、ウィンスター牧場などと表記される場合もある。経営はビル・キャスナーとケニー・トラウトが共同で行っている。

## 主な生産馬
※勝ち鞍はG1競走のみ
- Bluegrass Cat / ブルーグラスキャット（2006年ハスケル招待ハンデキャップ）
- Da' Tara / ダタラ（2008年ベルモントステークス）
- Well Armed / ウェルアームド（2008年グッドウッドステークス、2009年ドバイワールドカップ）
- Super Saver / スーパーセイヴァー（2010年ケンタッキーダービー）

## 主な所有馬
※勝ち鞍はG1競走のみ
- Ipi Tombe / イピトンベ（※共有馬）
- Bluegrass Cat / ブルーグラスキャット（2006年ハスケル招待ハンデキャップ）
- Any Given Saturday / エニーギヴンサタデー（2007年ハスケル招待ハンデキャップ）
- Well Armed / ウェルアームド（2008年グッドウッドステークス）
- Court Vision / コートヴィジョン（2011年ブリーダーズカップ・マイルなどG1競走5勝） ※後に共同所有を経てスペンドスリフトファーム所有に。
- Drosselmeyer / ドロッセルマイヤー（2010年ベルモントステークス、2011年ブリーダーズカップ・クラシック）
- Justify / ジャスティファイ（2018年米国クラシック3冠、サンタアニタダービー）

## 主な繋養馬
種牡馬（2025年）
- Take Charge Indy
- Constitution
- Audible
- Global Campaign
- Independence Hall
- Life is Good
- Nashville
- Promises Fulfilled
- Tom's d'Etat
- Cogburn
- Country Grammer
- Heartland
- Timberlake
- Two Phil's

功労馬
- Distorted Humor / ディストーテッドヒューマー（1999年 - ）

## 過去の繋養馬
種牡馬及び功労馬
- Always Dreaming
- Good Samaritan
- Improbable
- Outwork
- Daredevil
- Fed Biz
- Revolutionary
- Carpe Diem
- Commissioner
- Pioneer of the Nile / パイオニアオブザナイル
- Kris S. / クリスエス（1993年 - 2002年死亡）
- Our Emblem / アワエンブレム（1997年 - 2005年、ブラジルへ移動）
- Victory Gallop / ヴィクトリーギャロップ （2000年 - 2007年、トルコへ移動）
- Bluegrass Cat / ブルーグラスキャット（2007年 - ）
- Sharp Humor / シャープヒューモア（2007年 - ）
- Harlan's Holiday / ハーランズホリデー（2011年 - 2013年）
- Summer Bird / サマーバード（2012年 - ）
- Spring At Last / スプリングアットラスト（2005年 - ）
- Kodiak Kowboy
- Maimonides
- Street Hero
- U S Ranger / ユーエスレンジャー（2012年 - ）
- Bellamy Road / ベラミーロード　（2012年 - ）
- Hold Me Back / ホールドミーバック（2011年 - ）
- Super Saver / スーパーセイヴァー（2011年 - 2020年、トルコへ移動）
- Bodemeister / ボーディマイスター（2013年 - 2020年、トルコへ移動）
- Tiznow / ティズナウ（2002年 - ）
- Artie Schiller / アーティーシラー（2012年 - ）
- Colonel John / コロネルジョン（2011年 - ）
- Drosselmeyer / ドロッセルマイヤー（2012年 - ）
- Sidney's Candy / シドニーズキャンディ（2012年 - ）
- Congrats/ コングラッツ（2013年 - 2021年）
- Gemologist
- More Than Ready/ モアザンレディ（2014年 - ）
- Overanalyze
- Paynter
- Speightstown / スパイツタウン（2005年 - 2023年）
- Yoshida